# Boucé, Orne
Boucé là một xã thuộc tỉnh Orne vùng Normandie tây bắc nước nước Pháp. Xã này nằm ở khu vực có độ cao trung bình 191 mét trên mực nước biển.